# Stazione di Fondi-Sperlonga
Stazione di Fondi-Sperlonga vasútállomás Olaszországban, Fondi településen.

## Vasútvonalak
Az állomást az alábbi vasútvonalak érintik:
- Róma–Formia–Nápoly-vasútvonal

## Kapcsolódó állomások
A vasútállomáshoz az alábbi állomások vannak a legközelebb:
- Stazione di Itri (Stazione di Minturno-Scauri, FL7)
- Stazione di Monte San Biagio (Stazione di Roma Termini, FL7)